# Alexander Macco
Alexander Macco, né le 29 mars 1767 à Creglingen (Saint-Empire) et mort le 24 juillet 1849 à Bamberg (Royaume de Bavière), est un peintre wurtembergeois, auteur de scènes mythologiques et de portraits.

## Œuvres

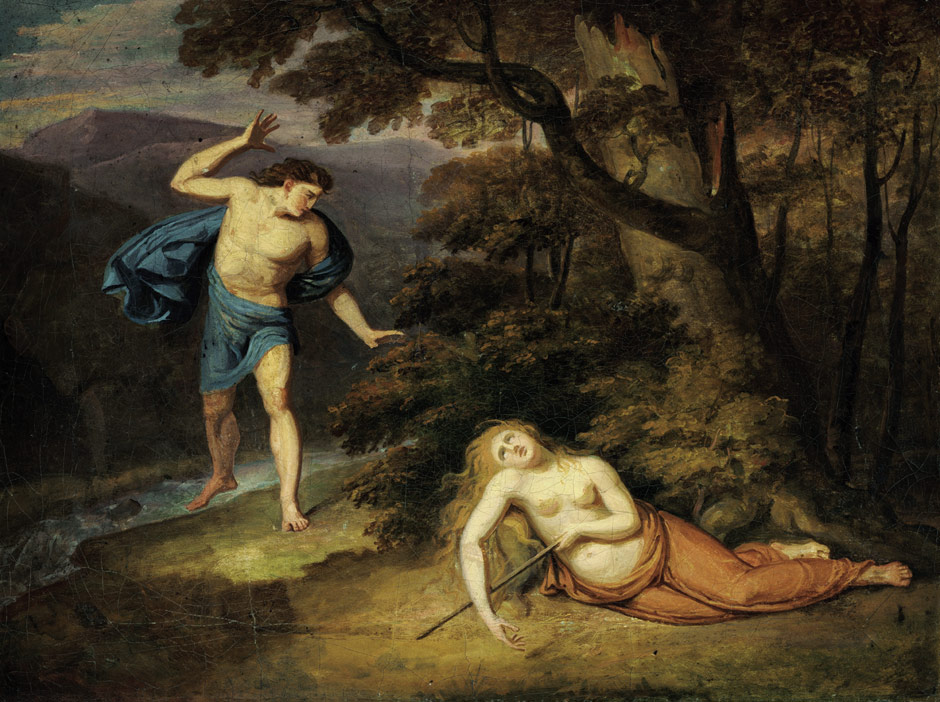
Céphale et Procris (vers 1793)